# Schreibwissenschaft
Die Schreibwissenschaft (engl.: writing studies) setzt sich zusammen aus der Schreibforschung und der angewandten Schreibwissenschaft mit den Teilbereichen Schreibdidaktik und Schreibberatung. Dabei wird das Schreiben aus unterschiedlichen Perspektiven erforscht, wie z. B. aus der Perspektive der Sprach- und Literaturwissenschaften, der Erziehungswissenschaft, der Kommunikations- und Medienwissenschaften, der Psychologie oder der Sprachlernforschung.

## Schreibforschung
In der Schreibforschung werden z. B. folgende Fragen untersucht:
- Wie laufen Schreibprozesse ab?
- Was geschieht beim Schreiben von Texten?
- Wie entstehen Texte, die adressatengerecht und genrespezifisch sind?
- Wie entwickelt sich Schreibkompetenz?
- Wie beeinflussen Schreibmedien, Aufgaben oder die Aufgabenumgebung Schreibprozesse?

## Angewandte Schreibwissenschaft
In der angewandten Schreibwissenschaft liegt der Schwerpunkt auf der Vermittlung von und Unterstützung beim Schreiben.
- Wie lassen sich Schreibprozesse sinnvoll unterstützen bzw. begleiten?
- Welche Maßnahmen, Methoden, Settings, Arrangements erleichtern das Schreiben von Texten?
- Wie kann man Schreibende individuell begleiten und anleiten, adressatengerechte und genrespezifische Texte zu schreiben?
- Darüber hinaus werden Funktionen und Wirkungen von Schreibprozessen untersucht – neben der kommunikativen Funktion des Schreibens wird z. B. eine heuristische (Wissen generierende), therapeutische oder auch hedonistische Funktion angenommen.

## Anwendungsbereiche
Erkenntnisse der Schreibwissenschaft können einfließen in die Arbeit von Schreibzentren, Schreibwerkstätten, Schreiblehrgängen, Schreibseminaren und Schreibarrangements im Kontext in Schule, Hochschule und Beruf sowie die Schreibberatung. Ziel der angewandten Schreibwissenschaft ist auch deren Integration in die praktische Lehre an den Universitäten.